# Famille de Rémigny
Pour les articles homonymes, voir Remigny.
La famille de Rémigny est une famille de la noblesse française, originaire de la Marne puis du Nivernais à Gigny-aux-Bois. Sa filiation est suivie depuis 1508.
Une rue de Nevers porte le nom de cette famille. Elle fut ouverte au XIXe siècle dans ce qui constituait précédemment le jardin de l'hôtel de Rémigny.
C'est en l'honneur de l'un de ses membres, Luc-Angélique de Rémigny, que ce nom de famille a été donné à la municipalité Rémigny au Canada ainsi qu'au lac Rémigny.

## Origines
La famille de Rémigny est originaire de la Marne puis du Nivernais à Gigny-aux-Bois depuis le milieu du XVIe siècle, ennoblie en 1503, maintenue noble en 1667 : « La terre de Gigny qui, depuis 50 ans avait, par mariages et remariages, passé successivement de Jean de Saint-Chéron à Jein de Blaraont, à Guillaume de Rochefort, puis aux de Ragny et à Guillaume de Parthenay, va rester près de trois siècles dans la famille de Remigny ».

## Armes
Les rames de la famille sont d'azur a la fasce d'or accompagnée en chef de trois étoiles de même.

## Descendance de Guillaume de Rémigny
La descendance de Guillaume de Rémigny a fait l'objet de travaux de recherche, publiés en deux parties dans la revue de Champagne et de Brie en 1896,.
- Guillaume de Rémigny (mort avant 1525[5]), seigneur de Joux-le-Châtel relevant du comté de Noyers, seigneur de Meixtiercelin par son épouse Louise de Parthenay, dame de Luyères, de Gigny, de Meix-Tiercelin, de Somsois. Veuve, celle-ci se marie en secondes noces à Jacques du Gretz de Mont-Saint-Père et meurt en 1534. De son mariage en 1508 avec Guillaume de Rémigny sont nés trois enfants : Nicolle qui épouse Claude de l'Isle, Jean, Edmonne qui épouse François du Bruillard, comte de Coursan et de Saint Cire[3],[6],[2].
  - Jean de Rémigny, écuyer, seigneur de Gigny-aux-Bois vers 1530, épouse en 1525 Hélène du Gretz dont il a un seul fils.
    - Edme de Rémigny (mort en 1585) épouse Marie d'Armes en 1580. De ce mariage, naissent trois enfants : Charles, Charlotte-Hippolyte et Marguerite.
      - Charles de Rémigny, baron de Joux[7], commandant d'un régiment français en Italie[8] pour soutenir les prétentions de Charles de Gonzague, duc de Nevers, au duché de Mantoue et de Montferrat, épouse en 1610 à Nevers, Chrestienne de La Perrière[7]. De ce mariage, naissent trois enfants : Paul-Léonard, Edme (mort avant 1641, probablement sans postérité) et Claude (mort sans postérité).
        - Paul-Léonard de Rémigny, est lieutenant général du Nivernais en 1654 et seigneur de Dumphlun après 1642[9], épouse Catherine de Chastellux en 1640 (morte en 1641) puis Jeanne Bolacre le 3 mars 1644 à Nevers[10]. De ce second mariage, naissent sept enfants : Jean-Baptiste (Gigny), Charles, un autre fils mort sans enfant en 1677, Paul-Louis, Françoise-Marie (épouse Pierre de Torcy), Charlotte-Léonarde (épouse Jules de Guiffre, comte de Caravas).
          - Paul-Louis de Rémigny (actif vers 1689), épouse Marie-Angélique Savary de Brèves. De ce mariage naissent cinq enfants : Paul-Joseph (baptisé en 1688), Paul-Louis (né en 1689), Camille-Charles (1692) et Louise-Jeanne-Antoinette (1692-1741), Louis-Marie (1693).
            - Paul-Louis de Rémigny, épouse Louise Thuillier dont il a au moins trois enfants : Jean-Baptiste François Angélique (1710-1787), Luc-Angélique (1716-1779) et une fille devenue religieuse aux Dames de Sainte-Marie à Moulins.
              - Jean-Baptiste François Angélique (1710-1787) épouse Elisabeth Rosinde de Bouvat (un enfant disparu prématurément Paul-Louis Jean-Baptiste) puis Thérèse Séguier (guillotinée en 1794). De ce second mariage naissent trois enfants : Angélique Louis-Marie, Antoine-Henry (guillotiné en 1794), Paule Louise mariée de Feillens (morte en 1811).
                - Angélique Louis-Marie de Rémigny (ondoyé en 1753, mort le 16 brumaire an XI (7 novembre 1802[11]). Le 24 mars 1779 à Montélimar, il épouse Françoise Guigues de Moreton de Chabrillan. Le couple divorce pendant la Révolution le 17 février 1794, puis épouse en secondes noces le 16 thermidor an IX (4 août 1801 à Parie 2e, Pierrette-Elisabeth Fromentin dont il a un fils

              - Pierre Nicolas de Rémigny (mort le 11 juin 1820 à Nevers).

            - Luc-Angélique de Rémigny (1716-1779) est capitaine de l'armée du Roi en Nouvelle-France et sa compagnie combat les troupes anglaises, notamment lors de la bataille des Plaines d'Abraham (1759) de la guerre de Sept Ans, pour défendre la ville de Québec. En son honneur, la municipalité de Rémigny, au Québec (Canada), porte son nom[12]. Il est décoré de l'ordre royal et militaire de Saint-Louis[13].

## Châteaux
Au XVIIe siècle, le château de Billy-Chevannes et le château de Dumphlun passent à la famille de Rémigny, « très influente à Nevers aux XVIIe et XVIIIe siècles ». Charles, baron de Rémigny, lieutenant général des provinces de Nivernais et Dionzais, et son épouse Marie-Chrétienne de La Perrière, s'y installent en 1642.